# Pieter Willem Steenkamp

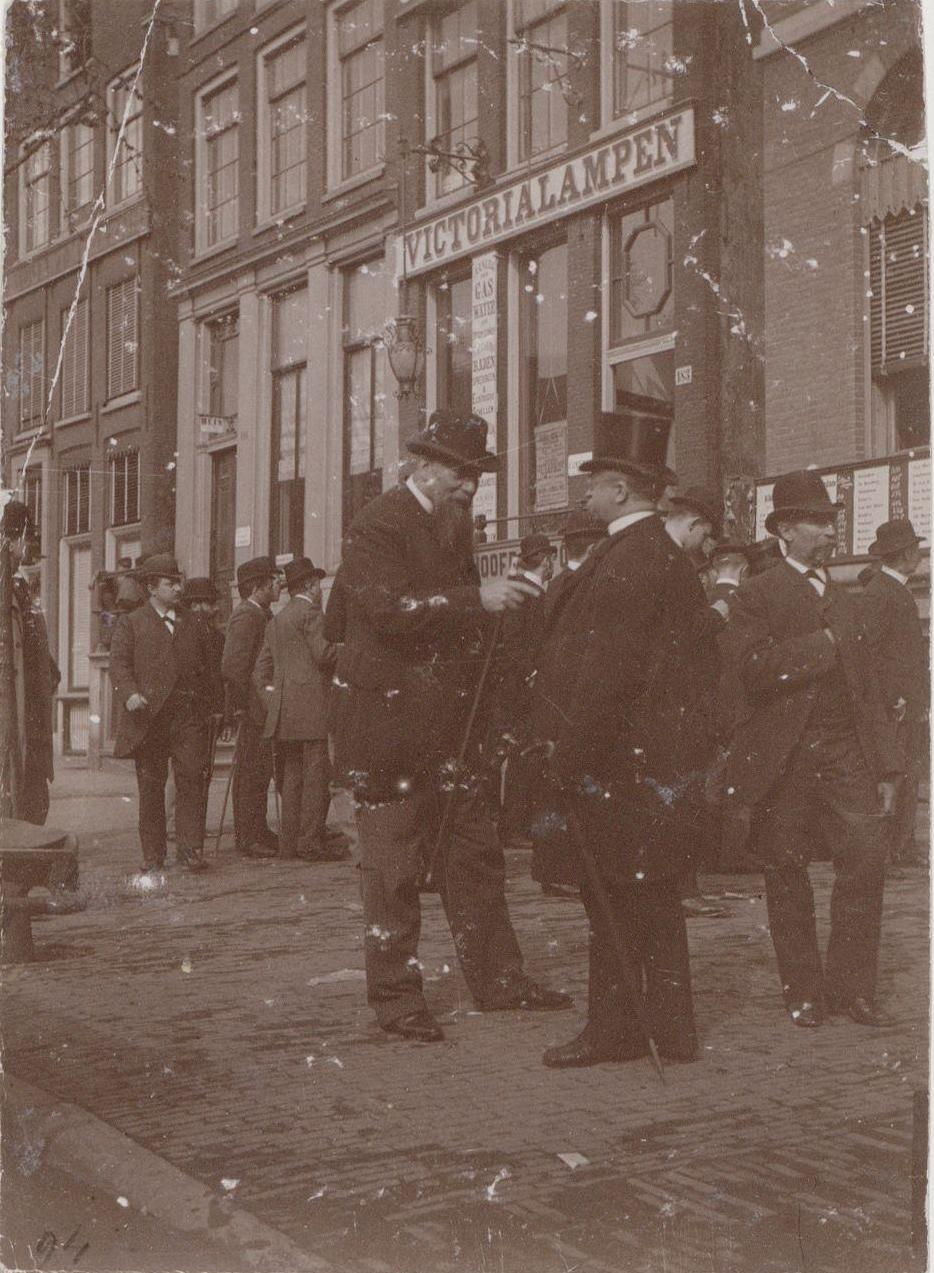
P.W. Steenkamp (links vooraan) rond 1895

Pieter Willem Steenkamp (Terneuzen, 3 juni 1840 – Ginneken, 11 januari 1914) was een Nederlands militair, brandweercommandant en politiefunctionaris.
Hij werd geboren als zoon van Johan Christoffel Steenkamp (van 1837 tot 1851 gemeentesecretaris van Terneuzen) die ruim 6 maanden voor de geboorte van zijn zoon op 34-jarige leeftijd trouwde met de 20-jarige Wouterina Jozina Schram. P.W. Steenkamp studeerde in 1862 af aan de Koninklijke Militaire Academie (KMA) in Breda. In augustus van dat jaar werd hij benoemd tot tweede luitenant bij de artillerie en in juli 1867 volgde promotie tot eerste luitenant.

## Brandweer

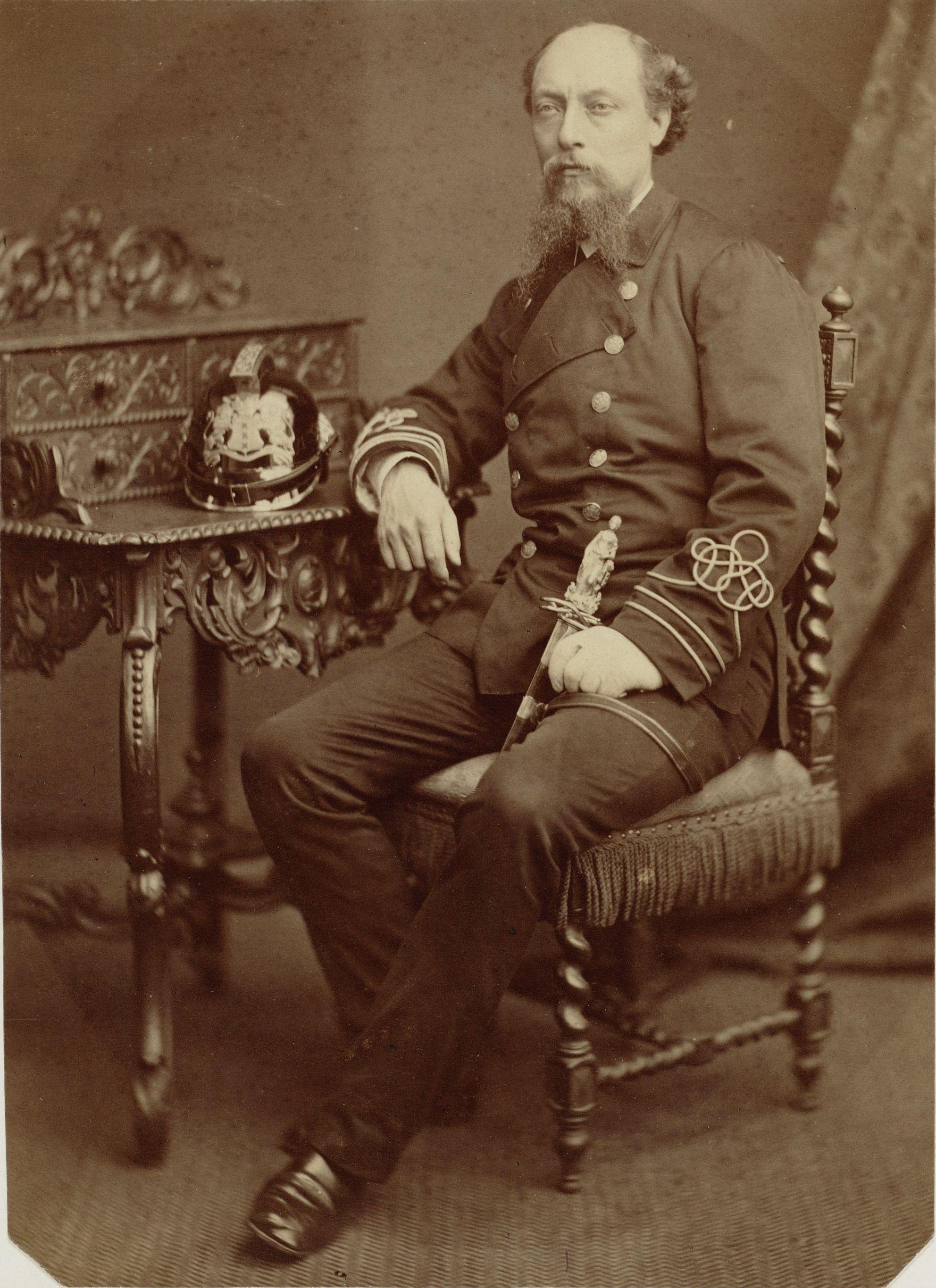
P.W. Steenkamp als commandant van de Amsterdamse brandweer

In september 1872 kreeg Steenkamp eervol ontslag uit het leger waarna hij later die maand commandant werd van de in oprichting zijnde beroepsbrandweer van Amsterdam. Op voorstel van B. en W. van Amsterdam was besloten om de vrijwillige brandweer te vervangen door een beroepsbrandweer nadat in augustus 1870 bij een grote brand op de hoek van de Utrechtsestraat en de Botermarkt (vanaf 1876 het Rembrandtplein) zeven gebouwen afbranden. Omdat er bij die brand veel dingen verkeerd waren gegaan en er daarom veel kritiek was op de vrijwillige brandweer werd binnen een jaar besloten deze op niet al te lange termijn te vervangen. Na zijn aanstelling ging Steenkamp op studiereizen naar Duitsland waar, in tegenstelling tot Nederland, enkele grote steden al wel een beroepsbrandweer kende. Tijdens zijn verblijf in Duitsland bezocht hij in Berlijn de firma Siemens & Halske die later belast werd met het de aanleg van het brandweertelegraafnet in Amsterdam. Alle brandweerkazernes werden aangesloten op dit telegraafnet waarop bovendien 130 brandschellen waren geïnstalleerd zodat de bevolking overal in de stad snel de brandweer kon alarmeren. Mede met de tijdens de studiereizen opgedane kennis bouwde hij een voor die dagen een modern en op militaire leest geschoeid brandweerkorps op. Op 15 augustus 1874 ging de nieuwe brandweer officieel van start met 144 man personeel en Steenkamp aan het hoofd. Daarmee was hij de eerste commandant van een beroepsbrandweer in Nederland. Bijna vier jaar later, op 1 juni 1878, werd hij als commandant opgevolgd door V.C. Dijckmeester die sinds de oprichting ondercommandant was geweest.

## Politie

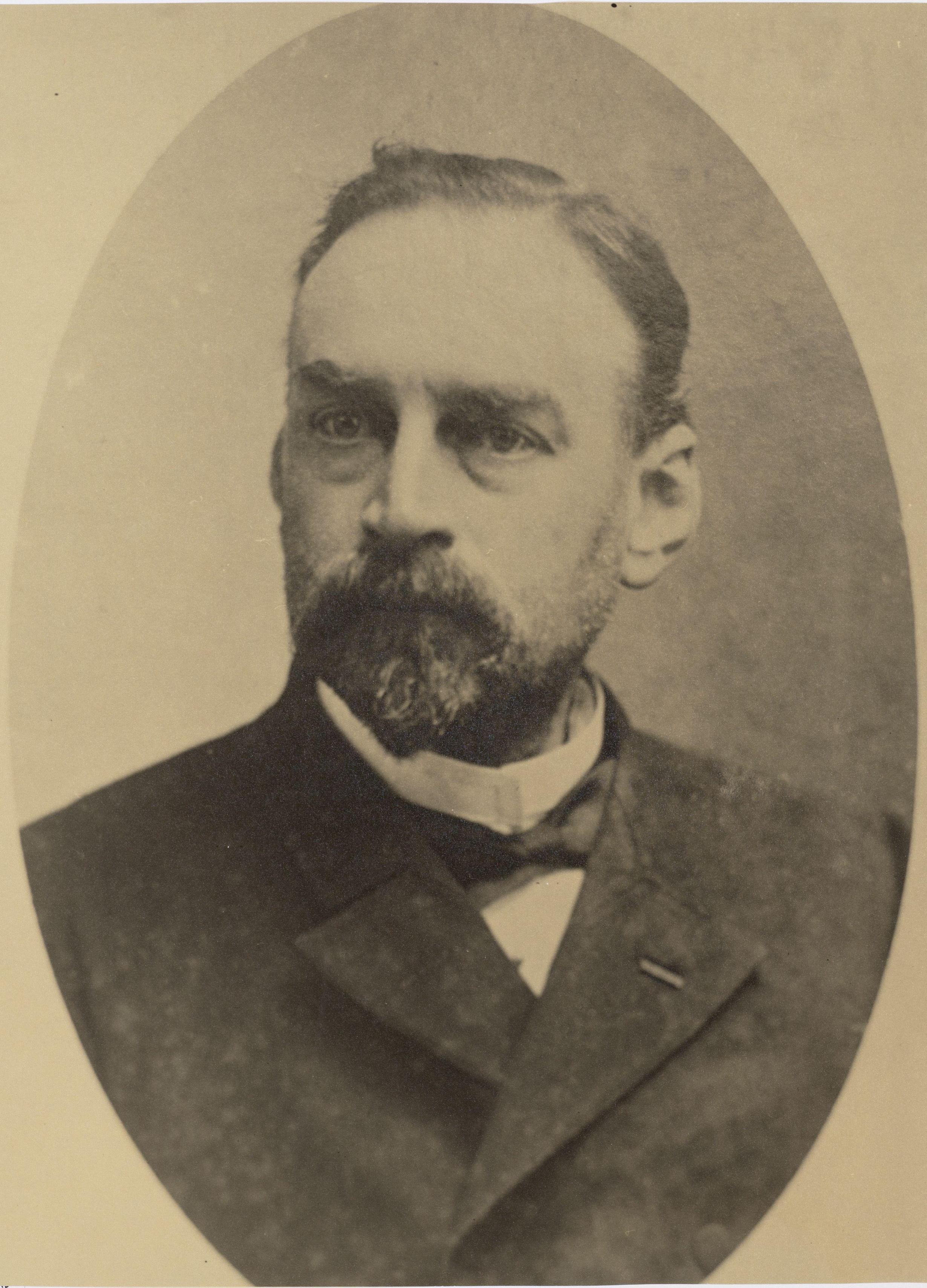
Foto van mr. H.G. van Doesburgh; van 1878 tot 1894 mede-hoofdcommissaris

De Amsterdamse burgemeester C.J.A. den Tex zag Steenkamp vanwege zijn succes bij het moderniseren van de brandweer als de ideale opvolger voor de hoofdcommissaris van politie mr. F. de Klopper die op 4 februari 1878 eervol ontslag werd verleend. De procureur-generaal was erop tegen om Steenkamp in die functie te benoemen omdat hij vond dat alleen een meester in de rechten genoeg oog zou hebben voor het justitiële werk van de politie. Om dit probleem te omzeilen werd gekozen voor een variant met twee hoofdcommissarissen die bij Koninklijk Besluit van 16 mei 1878 werden aangesteld: Steenkamp werd 'Hoofd gemeentepolitie' en mr. H.G. van Doesburgh (tot dan commissaris aan het hoofdbureau) werd 'Hoofd justitiële zaken'. Onder Steenkamp werd de 48-uren dienst ingevoerd waardoor de agenten (afgezien van wat rust 's nachts in de hangmatten op het bureau) 48 uur achter elkaar inzetbaar waren. Dit was nodig om de nachtwacht te vervangen die tot dan verantwoordelijk was voor de ordebewaking tijdens de nachtelijke uren. 
Een dieptepunt tijdens dit hoofdcommissarisschap was het palingoproer in juli 1886 waarbij rellen ontstonden toen de politie het spelen van het verboden spel palingtrekken aan de Lindengracht probeerde te verijdelen.  De rellen groeide uit tot een volksopstand waarbij de hulp van het leger werd ingeroepen en die uiteindelijk aan 25 mensen het leven kostte. 
Een andere smet op zijn blazoen was het taptoeschandaal. In juni 1891 bezocht de Duitse keizer Wilhelm II Amsterdam en ter ere van dit bezoek werd er op de Dam een taptoe georganiseerd. Door fouten bij de politie arriveerde de afzetting te laat en de agenten ter plaatse konden slechts met zeer hard ingrijpen de Amsterdamse bevolking terugdringen.
Na het vertrek van Van Doesburgh in 1894 was Steenkamp de enige hoofdcommissaris van politie in Amsterdam tot hij een jaar later, op 1 oktober 1895, met pensioen ging waarna hij door J.A. Franken werd opgevolgd.
Begin 1914 overleed Steenkamp op 73-jarige leeftijd in een dorpje ten zuiden van Breda waar zijn moeder, vanaf 1870 weduwe, acht jaar eerder ook gestorven was.

## Trivia
- Steenkamp heeft toen hij nog hoofdcommissaris was bijgedragen aan het boek Woordenschat: verklaring van woorden en uitdrukkingen onder redactie van T.H. de Beer en E. Laurillard. Hij was hiervoor gevraagd vanwege zijn kennis van het  Bargoens. Van dit boek dat in 1899 gepubliceerd werd verscheen in 1993 een fotomechanische herdruk (ISBN 90-72540-79-4).